# Grup de experți
Grup de experți (în engleză think tank) este un termen ce caracterizează o organizație de persoane specializate sau chiar o singură persoană competentă care oferă, de regulă gratuit, informații necesare pentru a crea, amplifica, diminua, înlătura, organiza sau optimiza un anume compartiment funcțional al societății, așa cum ar fi optimizarea structurii militare, economice, politice, culturale la nivel local, regional, statal, continental sau chiar la nivel global. 
În multe țări există organizații cu asemenea rol de consiliere bine dirijată care își oferă cunoștințele și experiența, pentru a ajuta diferite intreprinderi sau structuri sociale cu roluri determinate să își definească mai bine scopurile, să își sporească mijloacele de acțiune, să își reorienteze sau reformuleze strategiile și forțele disponibile, pentru a rezolva mai bine diferite probleme de limitare sau reorientare a producției, de conducere, de sporire a potențialului militar în diferite direcții, de înarmare, de dezarmare, de protecție a mediului, de control al opiniei publice, de liberalizare a acțiunii sau de restrângere a diferitelor libertăți, sociale, economice, etc. 
Există critici, așa cum ar fi Ralph Nader, care afirmă că orice entitate de tip think tank nu este neutră și non-partizană, ci dimpotrivă, fiecare organizație de tip think tank este partizană într-un fel sau altul, gradul de partizanat diferind de la caz la caz. 

## Exemple dethink tank
- The Claremont Institute, organizație conservatoare bazată în California, care editează [the] Claremont Review of Books
- The Lincoln Square Institute, organizație din Chicago cu caracter bipartizan, publicând online Campaign Power Rating
- The Atlantic Council of the United States, Washington DC, orientată înspre construcția de politici aplicate altor țări.
- Center for Economic and Policy Research, Washington, DC, organizație de tip think tank orientată către politici economice locale și internaționale.
- [The] Council on Foreign Relations, New York City și Washington DC, organizație creatoare de strategii politice pentru străinătate.
- The Forum Alpinum
- The Cato Institute, organizație think tank susținătoare a libertății absolute, Washington, D.C.
- Institute of European Affairs, organizație europeană de tip think tank, care analizează schimbările climatice, securitatea și economia, Dublin, Irlanda.
- The Venezie Institute, primul institut venețian think tank, orientat către principiile tradiționale ale orașului Veneția - piața liberă, integritate institutională, guvernare limitată și libertate individuală.
- The Fabian Society, Londra, organizație think tank de stânga sau centru-stânga, asociată cu Partidul Laburist.
- Institute for Collaborative Engagement, organizație think tank din Statele Unite lucrând cu problemele globale ale omenirii
- The Foreign Policy Centre, Londra, Marea Britanie
- USAK, organizație turcă de tip think tank, Ankara
- Strategic Foresight Group, India, organizație think tank care tratează subiecte globale.
- Captus, Suedia, organizație think tank pentru promovarea pieței libere
- Tennessee Center for Policy Research, una din cele peste 40 de organizații think tank susținătoare a pieței libere
- The Roosevelt Institution, organizație studențească think tank based din SUA
- International Institute for Non-Aligned Studies, organizație think tank din India, promovând Mișcarea non-aliată
- Knights of the North, organizație francmasonică progresistă din America de Nord
- Centre for the New Europe, Bruxelles, organizație think tank promovând comerțul
- Demos, este o organizație think tank orientată către servicii publice, știință și tehnologie, orașe și spații publice, artă și cultură, securitate globală și comunicare.

## Think tank-uri românești
- Europuls
- Societatea Academică din România
- Centrul Român de Politici Europene
- Grupul pentru Dialog Forestier